# Wojciech Kazimierz Niemyski
Wojciech Kazimierz Niemyski herbu Jastrzębiec (zm. przed 25 czerwca 1695) – sędzia grodzki i podsędek lubelski w latach 1691–1695, stolnik podlaski w latach 1688–1691, wojski mielnicki w latach 1671–1688, pisarz grodzki lubelski w 1674 roku, podstarości lubelski w latach 1684–1691.
W 1674 roku był elektorem Jana III Sobieskiego z województwa podlaskiego i z ziemi mielnickiej.